# Jimmy Harris
James «Jimmy» Harris (Birkenhead, Cheshire, Inglaterra, 18 de agosto de 1933 - 17 de abril de 2022) fue un futbolista británico que se desempeñaba en la posición de delantero. A lo largo de su carrera, jugó en dos equipos de la First Division, el Everton y el Birmingham City.

## Carrera
Tras formarse en las categorías inferiores del Everton, debutó con el primer equipo en 1955, al reemplazar a Dave Hickson. Esa temporada, se convirtió en el máximo goleador del club liverpuliano con veintiún goles en todas las competiciones. Asimismo, fue elegido por la selección sub-23 inglesa, con la que marcó un gol en la victoria por tres tantos a uno sobre la selección de Escocia de la misma edad en un encuentro disputado en Hillsborough en febrero de 1956. Con el regreso de Hickson en 1957, Jimmy se trasladó a la posición de extremo derecho. La siguiente temporada, marcó tres goles en White Hart Lane contra el Tottenham Hotspur. Aun así, su equipo cayó derrotado por diez tantos a cuatro. En total, Jimmy disputó 207 partidos con el Everton, en los que anotó 72 goles en todas las competiciones.
El Birmingham City fichó al jugador por la suma de 20 000 libras esterlinas. Fue el máximo goleador de este conjunto en sus dos primeras temporadas y en cuatro años consiguió un total de 53 goles en 113 partidos. Además, disputó la final de la Copa de Ferias 1960-61, en la que el combinado birminghamés, el primer equipo británico en llegar a la última ronda de este torneo, cayó derrotado por un resultado global de cuatro tantos a uno frente a la A. S. Roma. Tuvo gran importancia en las rondas previas a la final, ya que consiguió tres goles en las semifinales contra el Inter de Milán, entre los que se incluye el primer tanto de la victoria por 1-2 en San Siro. Esta fue la última vez que el Inter perdió en su estadio hasta cuarenta años después, cuando el Arsenal consiguió allí la victoria. En la temporada 1962-63, el Birmingham se proclamó campeón de la Copa de la Liga tras vencer al Aston Villa en la final.
Tras dejar el Birmingham City, fichó por el Oldham Athletic, conjunto con el que disputó dos temporadas. El 19 de octubre de 1966, firmó un contrato con el St Patrick's Athletic, con el que hizo su debut esa misma noche contra los Shamrock Rovers, en un encuentro correspondiente a la League of Ireland Shield. En el siguiente encuentro, su segundo con el club, anotó un gol que aseguró la participación del mismo en la siguiente edición de la Copa de Ferias. Jimmy debutó en la Liga Irlandesa de Fútbol en la jornada inaugural de la edición de la temporada 1966-67. Su primer gol llegó en noviembre, en un choque contra el Dundalk. En tres meses en Richmond Park, Harris marcó tres goles en ocho partidos.

### Trayectoria
| Club                        | País       | Temporadas | Partidos | Goles |
| --------------------------- | ---------- | ---------- | -------- | ----- |
| Everton F. C.               | Inglaterra | 1951-1960  | 191      | 65    |
| Birmingham City F. C.       | Inglaterra | 1960-1964  | 93       | 37    |
| Oldham Athletic A.F. C.     | Inglaterra | 1964-1966  | 29       | 9     |
| St Patrick's Athletic F. C. | Irlanda    | 1966-1967  | 6        | 2     |

## Palmarés

### Como jugador
Everton F. C.
- Máximo goleador del club en 1956.

Birmingham City F. C.
- Subcampeón de la Copa de Ferias de 1961.
- Máximo goleador del club en 1961 y 1962.
- Campeón de la Copa de la Liga de Inglaterra en 1963.

### Citas
1. ↑  Tom Cavilla (17 de abril de 2022). «Former Everton forward Jimmy Harris has died aged 88». Liverpool Echo (en inglés). Consultado el 18 de abril de 2022.
2. ↑  «England - U-23 International Results- Details» (en inglés). RSSSF. 27 de marzo de 2014. Consultado el 26 de diciembre de 2014.
3. 1 2  «Tottenham Hotspur v Everton, 11 October 1958» (en inglés). 11v11. Consultado el 26 de diciembre de 2014.
4. ↑  Matthews, 1995, p. 94.
5. 1 2 3  Neil Moxley (17 de agosto de 2011). «Jimmy harris recalls Birmingham City's 1961 Fairs Cup final» (en inglés). Daily Mail. Consultado el 26 de diciembre de 2014.
6. ↑  Anthony Zea y Marcel Haisma (27 de junio de 2007). «European Champions' Cup and Fairs' Cup 1960-61 - Details» (en inglés). RSSSF. Consultado el 26 de diciembre de 2014.
7. ↑  Chris Moore (27 de noviembre de 2003). «Harris beats Henry» (en inglés). The Sun. Consultado el 26 de diciembre de 2014.
8. ↑  Gregg Evans (27 de febrero de 2011). «Bertie Auld feels 1963 League Cup-winning team under-achieved» (en inglés). Birmingham Mail. Consultado el 26 de diciembre de 2014.